# Agnia pulchra
Agnia pulchra es una especie de escarabajo longicornio del género Agnia, subfamilia Lamiinae. Fue descrita científicamente por Aurivillius en 1891.
Se distribuye por Indonesia y Filipinas. Mide 16-26 milímetros de longitud. El período de vuelo ocurre en el mes de octubre.